# Херман I (Кьолн)
Херман I фон Близгау (на немски: Hermann von Bliesgau, „der Fromme“; * ок. 870; † 11 април 924) от фамилията на лотарингските Ецони, е архиепископ на Кьолн от 889/890 до 924 г.

## Живот
Той е син на Еренфрид I († сл. 904), граф в Близгау (877) и Шармуа (895), и съпругата му Аделгунда от Бургундия († сл. 902) от род Велфи, дъщеря на маркграф Конрад II Млади от Бургундия (825 – 881) и втората му съпруга графиня Юдит от Фриули († 863/881), дъщеря на херцог Еберхард от Фриули и Гизела (дъщеря на Лудвиг Благочестиви). Майка му е внучка на германския император Лудвиг Благочестиви крал на Аквитания и Юдит Баварска. Брат е на Еберхард I † сл. 937), граф в Келдахгау (904) и Бонгау (913), и на Еренфрид фон Близгау († сл. 907), дворцов каплан и канцлер (903/907).
Преди църковната му кариера Херман е женен за Герберга (от Конрадините).
Херман е избран от клеруса и народа на Кьолн през края на 889 началото на 890 г. за архиепископ. Той има добри отношения със Светия престол. От 895 до 897 г. той е ерцкаплан на крал Цвентиболд от Лотарингия. Той участва в различни синоди: Форххайм (890), Трибур (895) и Кобленц (922). През 921 г. Херман е в свитата на западнофранкския крал Шарл III Простовати при подписване на договорите в Бон.
Той умира на 11 април 924 г. и е погребан в старата Кьолнска катедрала (Хилдеболд-Дом).